# گرهی عثمان خیل
گرهی عثمان خیل (به انگلیسی: Ghari Usmani Khel) یک منطقهٔ مسکونی در پاکستان است که در خیبر پختونخوا واقع شده‌است.